# Железный орёл 2
«Железный орёл 2» (англ.  Iron Eagle 2) — художественный фильм, боевик 1988 года.

## Сюжет
Некое неназванное ближневосточное государство угрожает СССР и США межконтинентальными баллистическими ракетами с ядерными боеголовками. Для устранения опасности создана объединённая советско-американская боевая группа под командованием полковника ВВС США Чарльза «Чаппи» Синклера (по ходу фильма быстро дослужившегося до бригадного генерала). Чтобы решить поставленную задачу, отряду необходимо преодолеть помехи со стороны политиков, а также культурные и личностные противоречия в своих рядах.

## Производство
Съёмки фильма проводились в Израиле, в частности — на военной базе близ Хайфы. Воздушные манёвры в фильме были исполнены лётчиками Вооружённых сил Израиля.

## Критика
Как и его предшественник, фильм получил смешанные отзывы. По мнению Кевина Томаса из Los Angeles Times, «Железный орёл 2» превзошёл первый фильм серии, хотя вышел не столь «гладким», как «Лучший стрелок», который он пытался имитировать.
Ричард Харрингтон из The Washington Post назвал фильм скучным, заметив, что он напоминает компьютерную игру: «Тренировочный процесс долгий и изнурительный, а дух товарищества краткий и изнурительный». Харрингтон также выразил неудовольствие по поводу саундтрека фильма, назвав его смехотворным.